# Rentz
Rentz és una població dels Estats Units a l'estat de Geòrgia. Segons el cens del 2000 tenia 304 habitants.

## Demografia
Segons el cens del 2000, Rentz tenia 304 habitants, 142 habitatges, i 94 famílies. La densitat de població era de 111,8 habitants/km².
Dels 142 habitatges en un 25,4% hi vivien nens de menys de 18 anys, en un 52,8% hi vivien parelles casades, en un 7,7% dones solteres, i en un 33,8% no eren unitats familiars. En el 32,4% dels habitatges hi vivien persones soles el 19,7% de les quals corresponia a persones de 65 anys o més que vivien soles. El nombre mitjà de persones vivint en cada habitatge era de 2,14 i el nombre mitjà de persones que vivien en cada família era de 2,65.
Per edats la població es repartia de la següent manera: un 19,1% tenia menys de 18 anys, un 6,9% entre 18 i 24, un 24,3% entre 25 i 44, un 24% de 45 a 60 i un 25,7% 65 anys o més.
L'edat mediana era de 45 anys. Per cada 100 dones de 18 o més anys hi havia 87,8 homes.
La renda mediana per habitatge era de 25.000 $ i la renda mediana per família de 41.250 $. Els homes tenien una renda mediana de 26.042 $ mentre que les dones 25.625 $. La renda per capita de la població era de 16.427 $. Entorn del 13% de les famílies i el 18,5% de la població estaven per davall del llindar de pobresa.

## Poblacions més properes
El següent diagrama mostra les poblacions més properes.